# Kalash l'Afro
Kalash l'Afro, né en 1979 à Berre-l'Étang, dans les Bouches-du-Rhône, est un rappeur français. 
Il a notamment rappé aux côtés de Soprano, Keny Arkana, Al K-Pote, Le Rat Luciano, Mystik, Lino, L'Algerino, Kalsha ou encore Les Zakariens. Il fait partie du groupe Berreta.

## Biographie
Kalash l'Afro est né en 1979 à Berre-l'Étang, dans les Bouches-du-Rhône. Ses parents sont d'origine tunisienne. Il commence à écumer les mixtapes de la cité phocéenne dès 1997 et forme le groupe Berreta avec Sheir, Skwal et Belek. Après avoir créé le label Baraka Muzik, il participe à une street tape L'estanque en déplacement du groupe sortie en 1999, à la mixtape Rimes 2 Zone en 2004, puis à l'album L'encre est dans le chargeur publié un an après.
Il lance ensuite sa carrière en solo, d'abord avec une traditionnelle[pas clair] mixtape intitulée Ghettoven, en 2006, regroupant quelques inédits et bon nombre d'apparitions diverses. Après avoir attendu le buzz escompté, il publie son premier album studio Cracheur de flammes le 14 mai 2007 avec les participations de Keny Arkana, Soprano, Le Rat Luciano, Mystik, Lino, Berreta et Lil' Saï, artiste membre du groupe Azyatik, autre groupe du label Baraka Muzik,. L'album atteint la 91e place des classements français.
Afin de continuer sur sa lancée d'un projet annuel, il sort un maxi Légitime en novembre 2008 (125e des classements français puis une mixtape Que du seum en mars 2010 sous son nouveau label 13e Art Music. Pour la rentrée 2011 il continue de régaler son public et annonce Plus de Seum. En 2014, il participe à une fête donnée le 21 juin par la Fondation de la Maison de Tunisie.

## Discographie

### Album studio
- 2007 : Cracheur de flammes

### EPs et mixtapes
- 2006 : Ghettoven (mixtape)
- 2008 : Légitime (maxi)
- 2010 : Que du seum (mixtape)
- 2011 : Plus de seum (street album)
- 2015 : Terre brûlée

### Albums collaboratifs
- 1999 : L'estanque en déplacement (avec Berreta)
- 2004 : Rimes 2 zone (avec Berreta)
- 2005 : L'encre est dans le chargeur (avec Berreta)

### Apparitions
- 2002 : Kalash L'afro - Trop de Chose à Dire (sur la compilation One Mic)
- 2004 : Kalash L'afro feat. Soprano & L'Algérino - Réseaux pas hallal (sur la compilation Street lourd hall Stars)
- 2005 : Kalash L'afro - Ghettoven (sur la compilation Stallag 13)
- 2005 : Beretta - Futur à l'arrache (sur la compilation Stallag 13)
- 2005 : Beretta - Indépendance (sur la compilation Rap indé)
- 2006 : Kalash L'afro - 1984, fallait que je le dise (sur l'album de la FF, Marginale musique)
- 2006 : Kalash L'afro feat. Lil Saï & Sat - À l'image du monde (sur la compilation des 5 ans de Tracklist)
- 2006 : Kalash L'afro feat. Manolo et Black Marché - Micro ouvert Marseille (sur la compilation Illegal radio)
- 2006 : Beretta - Recharge (sur la compilation Block 4 life)
- 2006 : Berreta - Pris par l'âge (sur la mixtape de 100%CASA, Crapstape)
- 2007 : Heckel & Geckel feat. Kalash L'afro, Salif, Pit Baccardi, Mac Tyer, Diam's, Mister C, Seat Lui-même, Ben-J, Dosseh, Youssoupha etc. - On ne sait pas abandonner
- 2007 : Kalash L'afro - Têtes brulées (sur la mixtape Têtes brulées Vol.4)
- 2007 : Kalash L'afro feat. Le Rat Luciano & Lil Saï - Écoute la rue Marianne (sur la compile Écoute la rue Marianne)
- 2007 : Kalash L'afro - Retour à la base (sur la B.O. du film Taxi 4)
- 2007 : Beretta - Un titre de plus (sur la compilation Marseille et sa production)
- 2007 : Les Zakariens Feat Kalash L'afro & Le Rat Luciano - Porteurs de flambeaux (sur l'album des Zakariens, Avenir en suspens)
- 2007 : Kalash L'afro Feat Lil Sai & Kilam - 13 traffic  (sur la compilation Traffic)
- 2008 : Kalash L'afro - Méfiance  (sur la compilation One Beat)
- 2008 : Kalash L'afro - Marseille's Best (sur la mixtape Marseille City Mixtape)
- 2008 : Dosseh feat. Kalash L'afro, Lino et Smoker - Zone de non-droit (sur la compilation Bolide Vol.2)
- 2009 : Zephir Feat Kalash L'afro, Kalif, Tonyno, Freeman, Gino, S'Teban, Sheir, N'Or & X-taz - Que les fidèles se lèvent
- 2009 : Farage Feat Kalash L'afro, Seth Gueko & Sheir - On s'organise (sur l'album de Farage, Témoin du mal)
- 2009 : Alain 2 L'ombre Feat Kalash L'afro, Seth Gueko, Dosseh, B.O Digital, Delta, Sultan, Alpha 5.20, Rlf etc. - Qui veut la peau d'Alain 2 L'ombre (sur la mixtape Avant la prophétie d'Alain 2 L'ombre)
- 2009 : Sam's feat. Kalash L'afro - On sait pourquoi (sur l'album Un nouveau jour un nouveau billet de Sam's)
- 2010 : Sat Feat Kalash L'afro & Alonzo - On s'obstine (sur l'album Diaspora de Sat)
- 2010 : Laniac feat. Kalash L'afro & Sky - Boîte six (sur l'album Boître six de Laniac)
- 2011 : Kalash L'afro - Pour les miens (sur la compilation Le rap français featuring la relève du rap français)
- 2011 : Der-K feat. Kalash L'afro - Kilodrames (sur l'album Usine à gratte de Der-K)
- 2011 : Zethy feat. Kalash L'afro & Tony La Famille Prod - Triste Réalité (sur l'album de Zethy J'enterre mes peines)
- 2011 : Dosseh feat. Lino, Kalash L'afro & Smoker - Zone De non droit
- 2011 : Ange le Rital (Rital Thugg) feat. Kalash L'afro - La maison refuse l'échec sur l'album de Ange (album photo)
- 2011 : La Camisol (Sira & El Tikno) feat. Kalash l'afro - " La route
- 2011 : Kalash L'afro & Ll Sentinel - On fait avec (sur la compilation PMP Vol.2 -Paris/Marseille Project de Dk Prod)
- 2012 : Lacrim feat. Kalash L'afro, Niro, Still Fresh, Wanis, Brulé, Hayce Lemsi - Wild Boy (sur la mixtape de Toujours le même)